# Osawatomie (Kansas)
Pour la publication clandestine américaine, voir Osawatomie.
La ville d’Osawatomie est située dans le comté de Miami, dans l’État du Kansas, aux États-Unis. Sa population s’élevait à 4 447 habitants lors du recensement de 2010, estimée à 4 308 habitants en 2016.

## Histoire
Elle fut le siège de la bataille d'Osawatomie.

## Liens externes

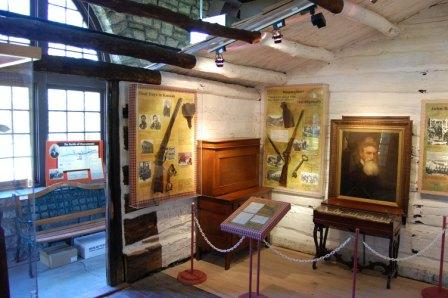
Le musée John Brown à Osawatomie